# Gubetin
Gubetin (em cirílico: Губетин) é uma vila da Sérvia localizada no município de Prokuplje, pertencente ao distrito de Toplica, na região de Toplica. A sua população era de 156 habitantes segundo o censo de 2011.

## Demografia
| 1948 | 1953 | 1961 | 1971 | 1981 | 1991 | 2002 | 2011 |
| ---- | ---- | ---- | ---- | ---- | ---- | ---- | ---- |
| 545  | 603  | 517  | 402  | 324  | 235  | 225  | 156  |